# Sepiadariidae
Sepiadariidae zijn een familie van weekdieren uit de klasse van Cephalopoda (inktvissen).

## Geslachten
- Sepiadarium Steenstrup, 1881
- Sepioloidea d'Orbigny [in Férussac & d'Orbigny], 1845